# Łoszaki (przystanek kolejowy)
Łoszaki (ros. Лошаки) – przystanek kolejowy w lasach, w rejonie olenińskim, w obwodzie twerskim, w Rosji. Położony jest na linii Moskwa - Siebież, w oddaleniu od skupisk ludzkich. Najbliższą miejscowością jest Tarasowo.